# 奈良電気鉄道デトボ360形電車
奈良電気鉄道デトボ360形電車（ならでんきてつどうデトボ360がたでんしゃ）とは、奈良電気鉄道（奈良電、現：近鉄京都線）が保有した無蓋電動貨車の1形式である。
近畿日本鉄道（近鉄）に引き継がれた際にモト70形となった。

## 概要
軌道強化のための保線作業用として1950年3月にデトボ361の1両が奈良電の一方の親会社たる近畿日本鉄道の子会社である近畿車輛において製造された。

## 車体
全長15,900mm、最大幅2,430mmであり、奈良方に作業員室があり窓配置はd2、京都方は乗務員室を設置、いずれも半鋼製で3枚の窓を設けた非貫通構造の妻面を備える。前照灯は妻面幕板中央に灯具を取り付けている。両端の乗務員室の間はすべて無蓋の平坦な荷台（最大荷重15t）となっており、鋼板製のあおり戸を設置している。パンタグラフは奈良方の乗務員・作業員室の屋根上に設置されている。車体下にはあおり戸よけが設置されている。

## 主要機器

### 主電動機
出力90 kWのものを2基搭載する。

### 制御器
東洋電機製造のものを搭載している。

### 台車
電動貨車用の日本車輌製造NE4台車を装着する。

### ブレーキ
日本エヤーブレーキ製A動作弁によるA自動空気ブレーキを搭載する。

## 運用・廃車
製造当初から保線作業用などに使用され近畿日本鉄道との合併に伴う形式称号の変更においてはモト70形と改番されている。
デトボ360形デトボ361 → モト70形71
また時期は不明ながら1969年時点では扶桑金属工業KS-33Lに交換されており、前照灯も妻面屋根上に移されている。
1969年9月の1500V昇圧では600V用として使用されていた電動貨車としては唯一昇圧の対象となり、制御器を三菱電機製のAB-194-15Hに交換した上で継続使用された。その際、床下に搭載しきれなかった1500V用機器の一部は作業員控室の座席を撤去、片側の窓をつぶして設置されている。また反対側の乗務員室後ろにも対応機器用の収納箱が設置された。その後車体下のあおり戸よけについては撤去された。1976年に廃車となっている。